# Three-Sixty Pacific
Three-Sixty Pacific  est une entreprise de développement et d'édition de jeu vidéo fondée aux États-Unis fondé en 1987 par Thomas Frisina, un des fondateurs d’Accolade, peu après son départ de celle-ci. Le premier jeu produit par le studio, en septembre de la même année, est Dark Castle, une adaptation d’un jeu à succès sur Macintosh qu’il publie sur Commodore 64, Atari ST, IBM PC et Amiga. Three-Sixty Pacific développe ensuite Harpoon, une adaptation du jeu de plateau éponyme de GDW, qui connaît un important succès commercial à sa sortie en 1988,. Le studio ne rencontre ensuite qu’un succès mitigé, malgré les ventes correctes de certains de leurs titres.
En juin 1993, après l’échec commercial de Patriot et de Theatre of War, le studio se voit ainsi retourner pour un million de dollars d’invendus et se retrouve par suite en difficulté financière. Pour compliquer la situation, leur distributeur exclusif commence à prélever un pourcentage sur les ventes de plus en plus important, pour couvrir notamment les frais de distribution liés au retour des produits. En septembre 1993, le studio est ainsi dans l’incapacité de couvrir ses frais de développement, mais aussi d’assumer le payement des redevances à Atomic Games, les développeurs de V for Victory. Début 1994, le studio signe finalement un accord avec Broderbund afin d’obtenir les liquidité nécessaires pour terminer leurs derniers jeux, Harpoon II et Victory at Sea. Malgré cet accord, Three-Sixty Pacific est finalement place sous la protection du chapitre 11 de la loi sur les faillites des États-Unis et est vendu à Intracorps en septembre 1994. 

## Ludographie
- 1987 : Dark Castle
- 1988 : Thud Ridge
- 1988 : Harpoon
- 1990 : Armor Alley
- 1990 : Blue Max
- 1990 : Sands of Fire
- 1990 : Das Boot: German U-Boat Simulation
- 1991 : Megafortress
- 1991 : V for Victory: Utah Beach
- 1992 : Patriot
- 1992 : Theatre of War
- 1992 : High Command
- 1992 : V for Victory: Velikiye Luki
- 1993 : V for Victory: Market Garden
- 1993 : V for Victory: Gold-Juno-Sword
- 1993 : A House Divided
- 1994 : Harpoon II
- 1994 : Victory at Sea